# Cubeta

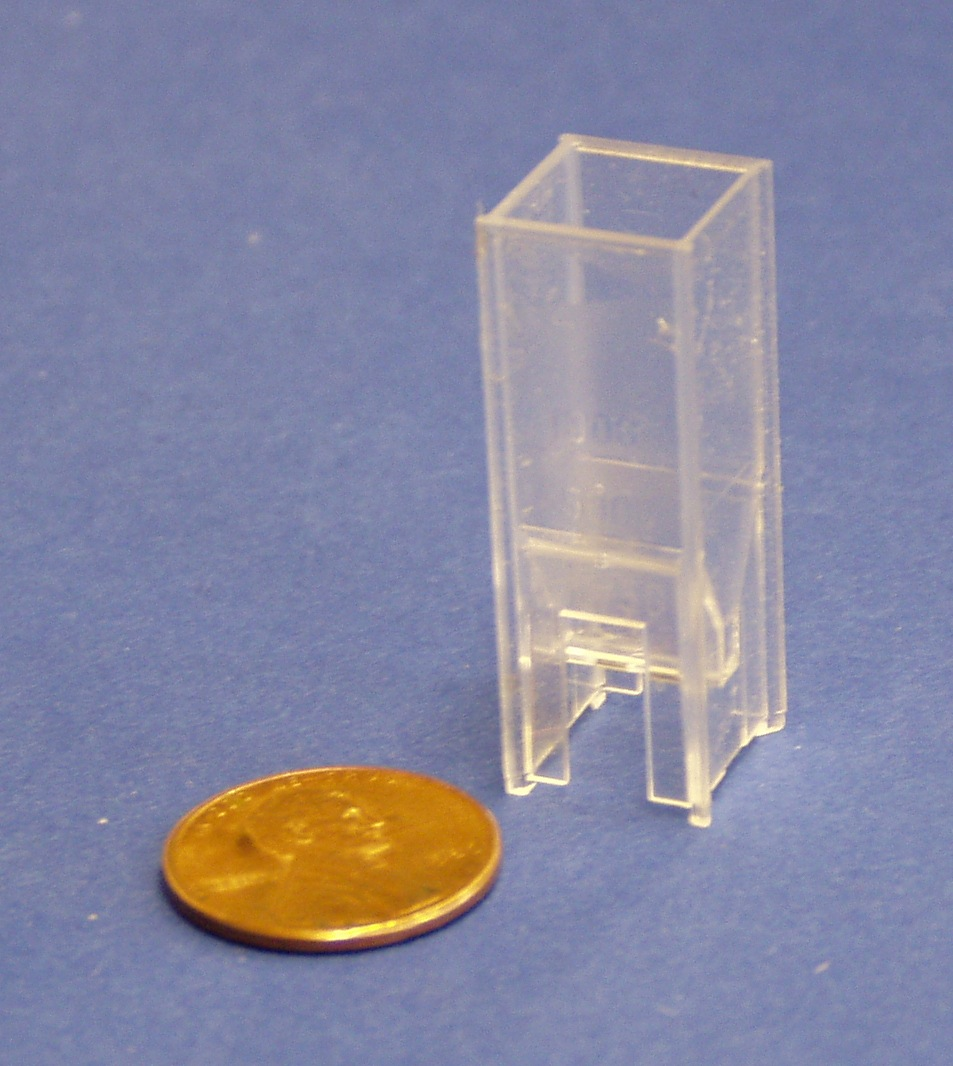
Uma cubeta de plástico.

Cubeta ou cuvete é um pequeno tubo circular ou quadrado, selado em uma das extremidades, feito de plástico, vidro ou quartzo. É usada para analisar amostras por métodos espectrofotométricos. As cubetas devem ser claras ou transparentes o quanto possível, além de não conter impurezas ou sujeiras que possam afetar a leitura.

## Tipos de cubetas
Existem diferentes tipos de cubetas para variados usos, segundo os diferentes comprimentos de onda utilizáveis:
| Material                               | Faixa de transmissão (comprimento de onda) | Região do espectro | Tolerância de transmissão |
| -------------------------------------- | ------------------------------------------ | ------------------ | ------------------------- |
| Cristal óptico ou vidro borosilicatado | De 380 a 780 nm                            | Visível            | 0,5% a 365 nm             |
| Plástico                               | De 380 a 780 nm                            | Visible            |                           |
| Quartzo fundido                        | Menos de 380 nm                            | Ultravioleta       |                           |
| Quartzo UV                             | 185 nm,                                    | Ultravioleta       | 1% a 220 nm               |
| Quartzo ES                             | De 190 a 2000 nm                           | Ultravioleta       | 1% a 220 nm               |
| Quartzo IR                             | De 220 a 3500 nm                           | Infravermelho      | 1% a 2730 nm              |

O alcance de transmissão do espectro é a região em que o material tem uma transmitância superior a 80%.
.